# Карман-Синдзикауское сельское поселение
Карман-Синдзикауское се́льское поселе́ние — муниципальное образование в Дигорском районе Северной Осетии Российской Федерации.
Административный центр — село Карман-Синдзикау.

## История
Статус и границы сельского поселения установлены Законом Республики Северная Осетия-Алания от 5 марта 2005 года № 13-рз «Об установлении границ муниципального образования Дигорский район, наделении его статусом муниципального района, образовании в его составе муниципальных образований - городского и сельских поселений и установлении их границ»

## Население
| 2002  | 2010  | 2011  | 2012  | 2013  | 2014  | 2015  |
| ----- | ----- | ----- | ----- | ----- | ----- | ----- |
| 2549  | ↘2293 | ↘2292 | ↘2276 | ↘2255 | ↗2258 | ↘2244 |
| 2016  | 2017  | 2018  | 2019  | 2020  | 2021  | 2023  |
| ↘2224 | ↗2245 | ↗2250 | ↗2253 | ↗2269 | ↘2264 | ↗2303 |
| 2024  |       |       |       |       |       |       |
| ↗2339 |       |       |       |       |       |       |

## Состав сельского поселения
| № | Населённый пункт | Тип населённого пункта       | Население |
| - | ---------------- | ---------------------------- | --------- |
| 1 | Карман-Синдзикау | село, административный центр | ↗2339     |